# Hiroe Ike
Hiroe Ike är en sjö i Antarktis. Den ligger i Östantarktis. Norge gör anspråk på området. Hiroe Ike ligger 202 meter över havet.